# دووا تیمور
دووا تیمور (انگلیسی: Duwa Temür; تولد نامشخص – ۱۳۳۰) مدتی در سال ۱۳۲۹/۱۳۳۰ خان از خانات چغتای بود. او فرزند دوا (خان) بود. او در سال ۱۳۱۳ هنگامی که اسن بوقا اول علیه امپراتور یوان، آیورباروادا، که قبلاً خراج می‌داد، شورش کرد، تسلیم نیروهای سلسله یوان شد. دووا تمور با سرنگونی برادرش الجیگیدی، خان شد.